# Субатомске честице
Субатомске честице је појам који обухвата све честице мање од атома, без обзира на њихову сложеност, док би израз елементарне честице требало да обухвати само честице које се не могу поделити на мање.
Поред електрона, протона и неутрона као (материјалних) честица и фотона као основног кванта енергије, откривено је на стотине других честица. Дуго се веровало да су нове честице елементарне т.j. да се не могу разложити на простије састојке, али се временом показало да је највећи број честица сложен. Упркос томе, назив елементарне честице задржао се, сада у новом, проширеном, значењу. Исто тако, други уобичајени назив, субатомске честице, изведен из чињенице да су нове честице мање од атома, строго узевши, није исправан, јер масе неких честица вишеструко превазилазе масе лакших хемијских елемената. Називи елементарне или субатомске честице задржали су се до данашњих дана као синоними за честице без обзира на њихову сложеност и масу.

## Историја
Електрон је прва елементарна честица откривена пре више од 100 година. Џ. Џ. Томсон je 1897. године У експериментима са катодним зрацима одредио наелектрисање и масу електрона. Уследила су, затим, открића α-честица (Радерфорд, 1899. г), протона (Радерфорд, 1919. г) и неутрона (Чедвик, 1931). Тако су почетком тридесетих година прошлог века били познати основни састојци материје, електрони, протони и неутрони. Међутим, многа питања су и даље остала отворена: каква је природа јаких сила које држе нуклеоне У језгру? Како то да је спектар електрона приликом β-распада континуалан? Постоје ли античестице које предвиђа Диракова теорија? Свака од ових мистерија на крају је разрешена открићем још једне нове честице.
Да би објаснио континуални спектар електрона при β-распаду Паули је претпоставио постојање неутралне честице, неутрина, која је убрзо и експериментално откривена. Андерсон открива позитрон већ 1932. године, а отприлике У исто време Јукава предвиђа постојање нове честице, пиона, као преносиоца силе међу нуклеонима у језгру. Заиста, 1937. године у космичким зрацима пронађена је честица са особинама које је предвидео Јукава, али се десет година касније испоставило да је та нова честица мион. Јукавин пион експериментално је откривен тек 1947. године.
После проналаска пиона уследила су открића мезона К+, π0, К0, као и хиперона Λ0. Развој акцелератора у раним педесетим годинама довео је до “популационе експлозије” честица. У то доба пронађени су бариони Δ, Σ±, Ξ-, Σ0, Ξ0, као и антипротон и антинеутрон... У раним шездесетим годинама прошлог века откривено је још мноштво мезона (ρ, ω, η, К*, φ, f, а2, и ηʹ) Уз још више бариона. До данас је експериментално опажено преко 150 честица.
Такво мноштво честица представљало је праву мору за истраживаче (вест o открићу мезона Раби је прокоментарисао питањем “Ко је то поручио?”) што је подстакло потрагу за дубљом везом међу њима. Као круна тих напора појавио се модел кварка (који су независно предложили Гел-Ман и Цвајг, 1964. године) на којем се заснива “стандардни модел”. Стандардни модел је u сагласности са свим до сада изведеним експериментима.
Опажене честице могу се сврстати у две основне класе — материјалне честице и бозоне поља. Материјалне честице, се деле на лептоне, мезоне и барионе, таблица:
| Основне честице материје | Основне честице материје                | Основне честице материје                                    | Основне честице материје                    | Основне честице материје |
| Наелектрисање            | Прва генерација                         | Друга генерација                                            | Трећа генерација                            |                          |
| Лептони                  | Лептони                                 | Лептони                                                     | Лептони                                     | Лептони                  |
| ------------------------ | --------------------------------------- | ----------------------------------------------------------- | ------------------------------------------- | ------------------------ |
| -1                       | електрон (e)                            | мион ({\displaystyle \mu })                                 | тауон ({\displaystyle \tau )}               | плус античестице         |
| 0                        | ел. неутрино ({\displaystyle \nu _{e}}) | {\displaystyle \mu } неутрино ({\displaystyle \nu _{\mu }}) | тау неутрино ({\displaystyle \nu _{\tau }}) | плус античестице         |
| Кваркови                 |                                         |                                                             |                                             |                          |
| 2/3                      | u-кварк                                 | c-кварк                                                     | t-кварк                                     | плус античестице         |
| −1/3                     | d-кварк                                 | s-кварк                                                     | b-кварк                                     | плус античестице         |
| Бозони поља              | Бозони поља                             | Бозони поља                                                 | Бозони поља                                 | Силе                     |
| 0                        |                                         | фотон                                                       |                                             | електромагнетна          |
| 0                        |                                         | глуони (8 )                                                 |                                             | јака сила                |
| +1, -1                   |                                         | W+, W−                                                      |                                             | слаба сила               |
| 0                        |                                         | Z0                                                          |                                             | слаба сила               |

## Основне силе
Да би се разумеле особине честица, треба знати силе које делују међу њима. Све познате интеракције могу да се опишу преко деловања четири основне силе: гравитационе, нуклеарне слабе, електромагнетне и нуклеарне јаке силе. Пошто се силама могу придружити одговарајућа поља, у литератури се, зависно од контекста, срећу називи основне силе (гравитациона, слаба, електромагнетна и јака), основне интеракције (гравитациона, слаба, електромагнетна и јака) или основна поља (гравитационо, слабо, електромагнетно и јако).
Честице међусобно могу деловати једна на другу, изазивајући распад или реакцију, преко било које од основних сила. Горња таблица показује којим силама честице могу деловати једна на другу. Све честице интереагују гравитационим и слабим силама. Мањи део интереагује електромагнетном силом (рецимо, неутрина су искључена из електромагнетне интеракције) а још мањи број честица интереагује јаком силом. Да би једна сила деловала између честица, свака честица појединачно мора бити подложна деловању те силе. На пример, протон учествује у јакој интеракцији, али протон и електрон никада не интереагују јаком силом. Електрон не осећа јаку силу и са протоном може да интереагује само деловањем електромагнетне или слабе силе.
| ______Интер                    | акција_____   | Гравитациона              | Слаба     | Ел. магнетна  | Јака               | Јака                |
| ------------------------------ | ------------- | ------------------------- | --------- | ------------- | ------------------ | ------------------- |
|                                |               | Гравитациона              | електро   | слаба         | основна            | резидуална          |
| Делује на:                     |               | масу-енергију             |           |               | боју               |                     |
| честице на које делује         |               | све                       | све       | наелектрисане | кваркови,          | хадрони             |
| Честице преносиоци             |               | гравитони (још неопажени) | W+ W− Z0  | γ(фотони)     | глуони             | мезони              |
| Домет                          |               | неограничен               | 10−3 fm   | неограничен   | 1 fm               | 1 fm                |
| Времена полураспада            |               | ?                         | > 10−10 s | ≈10−16 s      | ≤ 10−20 s          |                     |
| Јачина за два кварка           | на 10−18 m    | 10−41                     | 0,8       | 1             | 25                 | не важи за кваркове |
|                                | на 3 ×10−17 m | 10−41                     | 10−4      | 1             | 60                 | не важи за кваркове |
| Јачина за два протона у језгру |               | 10−36                     | 10−7      | 1             | не важи за хадроне | 20                  |

### Гравитациона сила
Мада је изузетно важна у свакодневном животу, гравитациона сила међу субатомским честицама је занемарљиво мала. На пример, гравитациона сила међу протонима који се у језгру додирују је 10-38 део јаке силе која делује међу њима. Главна разлика између гравитационе и осталих сила је кумулативно дејство и неограничени домет гравитације. Јака и слаба нуклеарна сила не делују ван димензија нуклеона, 10−15 м. Електромагнетна сила нема кумулативни утицај, због заклањања позитивног наелектрисања негативним, мада је неограниченог домета попут гравитационе. Пошто таквог заклањања нема, гравитациона сила расте са порастом броја честица и за масивне објекте (небеска тела) и макроскопска растојања постаје преовлађујућа.

### Слаба сила
Слаба сила изазива β-распад и друге сличне распаде субатомских честица. Не игра значајну улогу у изградњи атомског језгра. Слаба сила међу протонима који се додирују је 10−7 део јаке силе међу њима и има домет краћи од 10−18 м. Врло брзо опада са растојањем. Како се види из таблице основних интеракција са порастом растојања за мање од два реда величине (са 1 × 10−18 м на 30 × 10−18 м) слаба сила опада за четири реда величине (са 0,8 на 10−4). Мада joj је домет знатно мањи од димензија нуклеона, слаба сила је важна за разумевање особина основних честица и настанка и развоја свемира.

### Електромагнетна сила
Електромагнетна сила је важна за структуру и узајамно деловање основних честица. Неке честице међусобно делују, или се распадају, искључиво преко електромагнетних интеракција. Електромагнетна сила има бесконачни домет, али на макроскопској скали заклањање умањује њен ефекат. Многе уобичајене макроскопске силе (трење, еластичност, вискозност) у крајњој линији су електромагнетне природе. Електромагнетна сила преовлађује у атому. у атомском језгру, електромагнетна сила међу протонима који се додирују је 100 пута мања од јаке силе. Међутим, унутар језгра електромагнетна сила делује кумулативно, јер нема заклањања наелетрисањем супротног знака. Као последица тога електромагнетна интеракција може да достигне величину јаке силе и да у једнакој мери утиче на стабилност и структуру језгра.

### Јака сила
Јака сила, која је кључна за изградњу атомског језгра, има преовлађујућу улогу у реакцијама и распаду највећег броја основних честица. Међутим, неке честице (на пример електрони) уопште не осећају јаку силу. Јака сила има врло кратак домет, реда 10−15 м. Данас је прихваћено схватање да је нуклеарна сила која делује између протона и неутрона, заправо, преостала (резидуална) јака сила која делује између кваркова, у потпуној аналогији са међумолекулским силама које делују међу неутралним атомима и молекулима, а које су преостале електростатичке интеракције међу електронима и атомским језгрима. За разлику од других сила које опадају са растојањем, јака сила расте. Порастом јаке силе са растојањем међу кварковима објашњава се зашто не може да се опази слободан кварк.

### Кванти поља – преносиоци силе
Класично гледано, сила се са једне честице на другу преноси пољем. На пример, у простору око позитивног наелектрисања образује се електрично поље које преноси привлачну силу на негативно наелектрисање које се налази у близини. Шта више, поље може да преноси и енергију и импулс са једне материјалне честице на другу. Према савременој теорији поља, енергија и момент поља су квантирани и квант који преноси јединични износ енергије или момента назива се честица поља. Тако се свака сила може представити емисијом или апсорпцијом честице (бозона) која преноси интеракцију. (Све честице поља имају целобројни спин, дакле, покоравају се Бозе-Ајнштајновој расподели, па се зато називају и бозонима поља.) На пример, електромагнетна интеракција међу честицама може да се представи емисијом и апсорпцијом фотона. Дакле, свакој сили може да се придружи одговарајуће поље које се простире преко сопствених честица поља. Слаби бозони W± и Z0 учествују у процесима β-распада језгра. На пример, β-распад неутрона (вођен слабом интеракцијом) може да се представи као
{\displaystyle {\hbox{n}}\to {\hbox{p}}+W^{-}\to {\hbox{p}}+{\hbox{e}}^{-}+{\overline {\nu }}_{e}}
Због врло кратког времена живота слаби бозон поља W- се брзо распада на електрон и антинеутрино. Јаку силу међу честицама преносе глуони, елементарне честице које се могу детектовати само посредно. Гравитон, који је предвиђен на основу теорије гравитације, још није експериментално опажен.
| Квант поља | Симбол | Спин (ℏ) | Маса мировања (GeV/c2) | Средње време живота (s) | Типични распади                    |
| ---------- | ------ | -------- | ---------------------- | ----------------------- | ---------------------------------- |
| Глуон      | g      | 1        | 0                      |                         |                                    |
| Фотон      | γ      | 1        | < 6 × 10−25            | Стабилан                |                                    |
| W-бозон    | W±     | 1        | 80,22                  | 3,2 × 10−25             | e + ν, μ + ν, τ + ν, q + (хадрони) |
| Z-бозон    | Z0     | 1        | 91,187                 | 2,6 × 10−25             | e+ + e−, μ+ + μ−, τ+ + τ−, q + q   |

### Време деловања и домет сила
Релативна јачина силе одређује њен домет и временску скалу на којој делује. Бозони, преко којих се остварује интеракција, су привидни (виртуелни) јер се, мада емитовани и апсорбовани од материјалних честица, експериментално не могу опазити. Пошто се током интеракције бозон емитује и апсорбује унутар система, на дугачкој временској скали не нарушава се закон o одржању енергије. Међутим, у интервалу између емисије и апсорпције бозона закон o одржању енергије изгледа да бива нарушен јер изгледа као да је бозон настао ни из чега. Дакле, поставља се питање одакле енергија за стварање виртуелног бозона у изолованом систему. Овде се треба присетити Хајзенбергове релације неодређености која у облику
{\displaystyle \Delta E\Delta t\geq {\frac {\hbar }{2}}}
даје везу између неодређености енергије, ΔE, и времена, Δt. Дакле, Хајзенбергова релација неодређености допушта флуктуације (одступања у околини средње вредности) енергије при чему је величина одступања, ΔE, обрнуто пропорционална дужини интервала, Δt, у којем је флуктуација допуштена. У вези са емисијом и апсорпцијом виртуелних бозона, горњи израз допушта настанак виртуелног бозона, с тим што му је време живота, ΔtB, ограничено сопственом енергијом, ΔEB:
{\displaystyle \Delta t_{B}\leq {\frac {\hbar }{2\Delta E_{B}}}}
Дакле, виртуелни бозони настају из флуктуација енергије. Пошто је енергија бозона пропорционална јачини силе, из израза следи да је интервал у којем сила делује обрнуто пропорционалан њеној јачини. Средње време распада је често сигнал за врсту интеракције која доводи до појаве посматраног процеса. Најбржи распади, често на скали од 10−23 s, указују на деловање јаке силе. Треба уочити да интервал од 10−23 s одговара времену потребном честици са нултом масом мировања да превали растојање димензија бариона (10−15 m), т.j. времену потребном да глуон пређе са једне честице на другу.
Ако је реч o бозонима са коначном масом мировања, може се узети да је енергија, ΔEB потребна за стварање бозона масе mB дата Ајнштајновом релацијом
{\displaystyle \Delta E_{B}=m_{B}c^{2}}
где је c брзина светлости. Заменом последњег у горњем изразу налазимо време живота бозона
{\displaystyle \Delta t_{B}\approx {\frac {\hbar }{2m_{B}c^{2}}}}
а узевши да се креће брзином блиском брзини светлости, можемо проценити пут који пређе у току живота, дакле, домет бозона, dB:
{\displaystyle d_{B}=c\Delta t_{B}\approx {\frac {\hbar }{2m_{B}c}}}
Помоћу овог израза Јукава је проценио масу мезона (пиона, π) који је носилац преостале јаке силе међу нуклеонима у атомском језгру. Знајући да је домет нуклеарних сила реда 10−15 m, дакле, dπ = 1 fm, преуређивањем последњег израза налазимо енергију мировања пиона
{\displaystyle m_{B}c^{2}\approx {\frac {\hbar c}{2d_{B}}}={\frac {0,197GeV\cdot fm}{2\cdot 1fm}}\approx 0,1} GeV
која одговара маси мировања од 100 MeV/c2. Ова вредност прилично добро се слаже са експериментално одређеном масом пиона, 139,6 MeV/c2.

## Фамилије честица
Због бројности и разноврсности субатомских честица корисно је сврстати их у различите групе и онда испитивати сличности и разлике међу читавим групама. На пример, честице се могу груписати на основу сила чијем су утицају подложне како је већ показано у таблици 2.1. Други, још очигледнији, начин за груписање честица је на основу маса. Врло рано је уочено да три групе честица, лакше честице (електрони, миони, неутрина, ...), теже (протони, неутрони, ...) и средње (пиони, каони, ...) имају посебне особине. Првобитни називи тих група изведени су из грчких придева лак (лептони), средњи (мезони) и тежак (бариони), таблица 1.1. Мада је подела према масама застарела (у међувремену је пронађен лептон са масом већом од масе протона или неутрона) називи су задржани да означе фамилије честица са сличним, више не масама, већ другим важним особинама. У светлу претходне класификације (према основним силама) лептони се разликују од мезона и бариона по томе што на њих не делује јака сила. Таблица 1.1 показује збирно груписање честица по фамилијама.

### Лептони
Лептони интереагују само посредством слабе и електромагнетне силе. Ниједан до сада изведен експеримент не указује на постојање унутрашње структуре лептона. Дакле, лептони су заиста елементарне честице које се не могу раставити на још простије састојке. Непостојање унутрашње структуре лептона у сагласности је са садашњим теоријама које лептоне и кваркове сматрају бездимензионалним тачкастим честицама. Сви познати лептони имају спин 1/2. Таблица 3.1 показује шест познатих лептона груписаних У три пара честица. Сваки пар укључује наелектрисану честицу и одговарајући неутрино (неутралну честицу). Сваки лептон има одговарајућу античестицу.
| Назив                | Честица | Античестица | Наелектрисање/(е) | Спин/(ℏ) | Маса мировања/(MeV/c2) | Средње време живота/(s) | Типични производи распада |
| -------------------- | ------- | ----------- | ----------------- | -------- | ---------------------- | ----------------------- | ------------------------- |
| Електрон             | e−      | e+          | −1                | 1/2      | 0,511                  | ∞                       | –                         |
| Електронски неутрино | νe      | νe          | 0                 | 1/2      | < 10 eV                | ∞                       | –                         |
| Мион                 | μ-      | μ+          | −1                | 1/2      | 105,7                  | 2,2 × 10−6              | e− + νe + νμ              |
| Мионски неутрино     | νμ      | νμ          | 0                 | 1/2      | < 0,3                  | ∞                       | –                         |
| Тау                  | τ-      | τ+          | −1                | 1/2      | 1777                   | 3,0 × 10−13             | μ− + νμ + ντ              |
| Тау неутрино         | ντ      | ντ          | 0                 | 1/2      | < 40                   | ∞                       | –                         |
|                      |         |             |                   |          |                        |                         |                           |

### Мезони
Мезони су врло реактивне (нестабилне) честице са целобројним спином, таблица 3.2. Могу да настану и у реакцијама под утицајем јаке силе. Распадају се на друге мезоне или лептоне помоћу јаких, електромагнетних или слабих интеракција.
| Назив   | Честица | Античестица | Наелектрисање (e) | Спин (ℏ) | Страноста | Маса мировања × c2 (MeV) | Средњи живот (s) | Типични производи распада |
| ------- | ------- | ----------- | ----------------- | -------- | --------- | ------------------------ | ---------------- | ------------------------- |
| Пион    | π+      | π−          | +1                | 0        | 0         | 139,57                   | 2,6 × 10−8       | μ+ + νµ                   |
| Пион    | π0      | π0          | 0                 | 0        | 0         | 134,98                   | 8,4 × 10−17      | γ + γ                     |
| Каон    | K+      | K−          | +1                | 0        | +1        | 493,7                    | 1,24 × 10−8      | μ+ + νµ                   |
| Каон    | K0      | K0          | 0                 | 0        | +1        | 497,7                    | 0,9 × 10−10      | π+ + π−                   |
| Ета     | η       | η           | 0                 | 1        | 0         | 547,5                    | 8,0 × 10−19      | γ + γ                     |
| Ро      | ρ+      | ρ−          | +1                | 0        | 0         | 769                      | 4,5 × 10−24      | π+ + π0                   |
|         | ηʹ      | ηʹ          | 0                 | 0        | 0         | 958                      | 2,2 × 10−21      | η + π+ + π−               |
| Де      | D+      | D−          | +1                | 1        | 0         | 1869                     | 1,1 × 10−12      | K− + π+ + π+              |
| Пси     | ψ       | ψ           | 0                 | 1        | 0         | 3097                     | 1,0 × 10−20      | e+ + e−                   |
| Бе      | B+      | B−          | +1                | 0        | 0         | 5278                     | 1,5 × 10−12      | D− + π+ + π+              |
| Ипсилон | Υ       | Υ           | 0                 | 1        | 0         | 9460                     | 1,3 × 10−20      | e+ + e−                   |
|         |         |             |                   |          |           |                          |                  |                           |
|         |         |             |                   |          |           |                          |                  |                           |
|         |         |             |                   |          |           |                          |                  |                           |

а Наелектрисање и страност односе се на честице. Вредности за античестице имају супротан знак. Спин, маса мировања и средње време живота имају исте вредности за честицу и њој одговарајућу античестицу.
Пошто нису опажени у обичној материји, подела мезона на честице и античестице је прилично произвољна. Тако се за наелектрисане мезоне узима да је позитивни мезон честица, а негативни античестица. На пример, π+ мезон се сматра честицом, а π− његовом античестицом. Код неких неутралних мезона, рецимо η и π0, честица и античестица су идентичне, док се код других, рецимо К0 и К0, честица и античестица међусобно разликују. Пошто су маса и стабилност честице и одговарајуће античестице једнаки, постојање парова честица-античестица за честице без наелектрисања јасно указује да постоје и друге особине, осим наелектрисања, на основу којих честица и античестица могу да се разликују.

### Бариони
Бариони су честице са полуцелим спинским квантним бројем које учествују у јаким интеракцијама, таблица 3.3. Попут лептона, античестице бариона различите су од одговарајућих честица. Слично мезонима, бариони могу настати у јаким интеракцијама нуклеона, а распадају се преко јаке, електромагнетне или слабе интеракције.
| Назив   | Честица | Античестица | Наелектрисање (е) | Спин (ℏ) | Страноста | Маса мировања × c2(MeV) | Средњи живот (s) | Типични производи распада |
| ------- | ------- | ----------- | ----------------- | -------- | --------- | ----------------------- | ---------------- | ------------------------- |
| Протон  | p       | p           | +1                | 1/2      | 0         | 938,27                  | ∞                | -                         |
| Неутрон | n       | n           | 0                 | 1/2      | 0         | 939,57                  | 889              | p + e− + νe               |
| Ламбда  | Λ0      | Λ0          | 0                 | 1/2      | −1        | 1115,7                  | 2,6 × 10−10      | p + π−                    |
| Сигма   | Σ+      | Σ+          | +1                | 1/2      | −1        | 1189,4                  | 0,8 × 10−10      | p + π0                    |
|         | Σ0      | Σ0          | 0                 | 1/2      | −1        | 1192,6                  | 7,4 × 10−20      | Λ0 + γ                    |
|         | Σ-      | Σ-          | -1                | 1/2      | −1        | 1197,4                  | 1,5 × 10−10      | n + π−                    |
| Кси     | Ξ0      | Ξ0          | 0                 | 1/2      | −2        | 1314,9                  | 2,9 × 10−10      | Λ0 + π0                   |
|         | Ξ-      | Ξ-          | -1                | 1/2      | −2        | 1321,3                  | 1,6 × 10−10      | Λ0 + π−                   |
| Делта   | Δ*      | Δ*          | +2, +1, 0, −1     | 3/2      | 0         | 1232                    | 6 × 10−24        | p + π                     |
|         | Σ*      | Σ*          | +1, 0, −1         | 3/2      | −1        | 1385                    | 2 × 10−23        | Λ0 + π                    |
|         |         |             |                   |          |           |                         |                  |                           |
|         |         |             |                   |          |           |                         |                  |                           |
|         |         |             |                   |          |           |                         |                  |                           |

а Наелектрисање и страност односе се на честице. Вредности за античестице имају супротан знак. Спин, маса мировања и средње време живота имају исте вредности за честицу и њој одговарајућу античестицу.